# Komunikat
Komunikat, przekaz informacyjny – tekst (system) złożony z wyrażeń danego języka o strukturze zgodnej z regułami syntaktyki (gramatyki) tego języka, skończony zbiór zdań danego języka) z przyporządkowaną mu materialną realizacją w postaci procesu fizycznego (sygnału) w medium transmisyjnym (komunikat czynny) lub stanu układu fizycznego (zapisu) na nośniku danych (komunikat bierny), przekazany przez nadawcę (nadajnik) komunikatu odbiorcy (odbiornikowi) komunikatu, lub odebrany przez odbiorcę (odbiornik), w jednym akcie komunikacji (procesie komunikacyjnym).
W sensie najogólniejszym, komunikatem jest każdy stan fizyczny wyróżniony (odróżnialny), tj. różniący się w określony sposób od innego stanu fizycznego wyróżnionego (odróżnialnego) w torze sterowniczym (układzie przekazywania informacji). Zbiór możliwych stanów wyróżnionych (komunikatów) to repertuar (nadawcy, kanału komunikacyjnego lub odbiorcy), o określonej różnorodności, której miarą jest entropia informacyjna. Odebranie komunikatu przez odbiorcę (wyróżnienie z repertuaru określonego stanu lub zbioru stanów) skutkuje ograniczeniem różnorodności i utworzeniem relacji między zbiorem – repertuarem a zbiorem stanów wyróżnionych przez komunikat – informacji (w sensie statystyczno-syntaktycznym). Informacja nie jest więc wewnętrzną właściwością określonego komunikatu, lecz zależy od dostępnego repertuaru stanów (komunikatów). Miarą przekazanej przez komunikat informacji (statystyczno – syntaktycznej) jest różnica między entropią repertuaru a entropią warunkową pod warunkiem otrzymania komunikatu (informacja wzajemna).
Jeśli komunikat jest tekstem języka z semantyką (wyrażeniom języka przyporządkowane są znaczenia), to jego odebranie skutkuje pojawieniem się informacji również w sensie semantycznym.